# 薛惠锋
薛惠锋（1964年6月—2021年7月5日），山西万荣人，中国共产党党员，系统工程与管理科学工程师，中国航天系统科学与工程研究院院长兼党委副书记。

## 生平
1964年6月，薛惠锋出生在山西省万荣县。
1982年，薛惠锋考上西北大学地理系自然地理专业。1986年毕业后分配到广东省深圳市蛇口工业区工作，之后出任湖南省长沙市经济地理研究所研究实习员。1988年，薛惠锋考上西北大学地理系（与中国科学院合作）自然地理植被旅游专业硕士学位研究生。1991年毕业后进入陕西省计划委员会国土处，先后出任副主任科员、主任科员、工程师。1年后，薛惠锋去长安大学（西安地质学院）水资源经济学读博士生，1995年毕业后留校，同年10月升级副教授。同月，薛惠锋分配至中国共产党西安市委员会组织部研究室。1995年12月，薛惠锋到西安理工大学水文与水资源研究所读博士后，同时出任其副所长。1997年5月，西安理工大学聘请其出任教授。1996年12月，薛惠锋回到中国共产党西安市委员会组织部出任研究室副主任。翌年12月，他转任西安市计划委员会规划科技处处长。1998年8月，薛惠锋出任西北工业大学聘为自动控制学院（原自动控制系）系统工程专业教授、资源与环境信息化工程研究所所长。2002年6月，薛惠锋第三次到中国共产党西安市委员会工作，出任副秘书长。
2004年4月，薛惠锋调入北京市，出任中共中央办公厅法规室副主任。2006年1月，薛惠锋出任全国人民代表大会环境与资源保护委员会调研室副主任。2008年12月，薛惠锋出任全国人民代表大会环境与资源保护委员会法案室主任。
2009年1月10日，薛惠锋到中国航天工程咨询中心任教授、博士生导师。同年8月30日兼任中国航天社会系统工程实验室理事、主任。2016年3月16日，薛惠锋出任中国航天系统科学与工程研究院院长兼党委副书记。
2021年7月5日，薛惠锋因病在北京市去世。

## 荣誉
- 2018年当选国际宇航科学院院士[4]